# Autodromo BusOtto
L'Autodromo BusOtto est un modèle de trolleybus ou d'autobus, conçu et fabriqué par Carrozzeria Autodromo Modena pour le marché italien entre 1994 et 2003.

## Version trolleybus

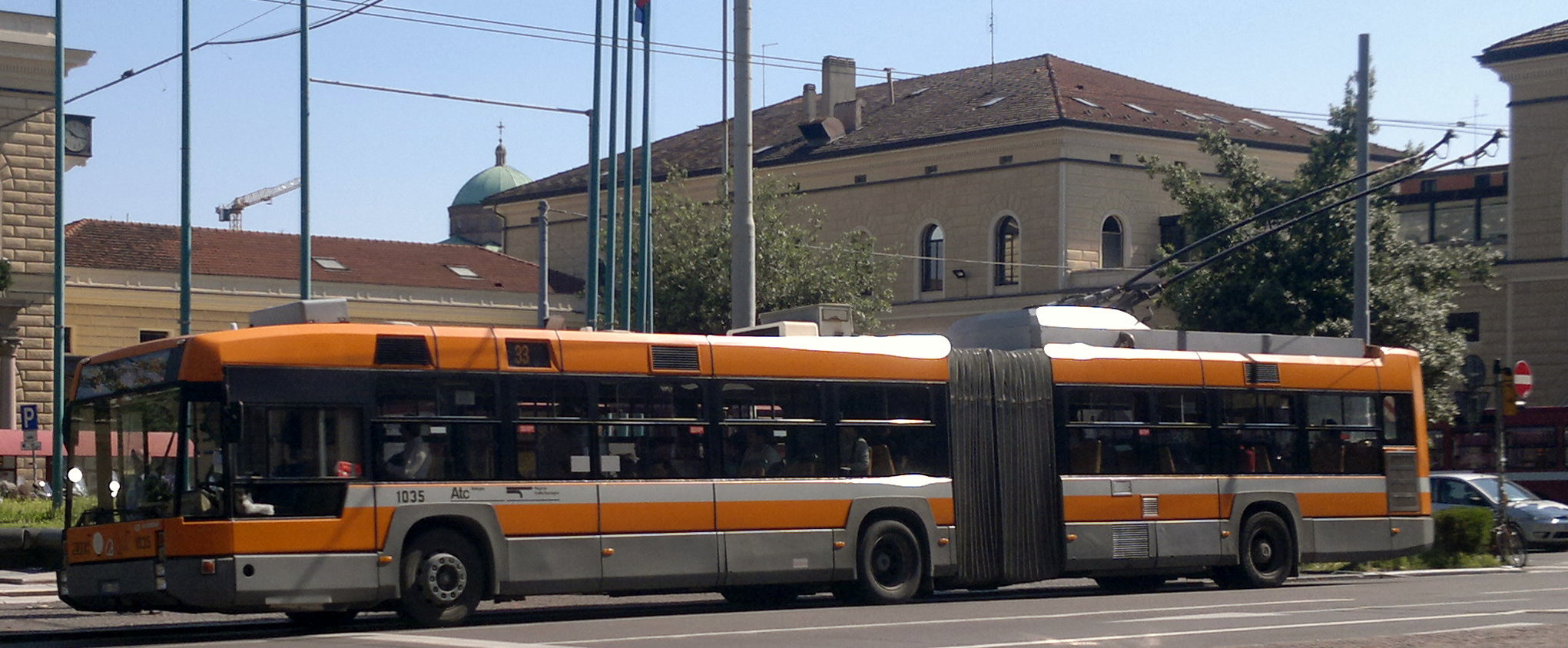
Trolleybus Autodromo BusOtto sur le réseau ATC Bologne

L'Autodromo BusOtto a été fabriqué en version trolleybus articulé de 18 mètres. Plusieurs exemplaires ont été utilisés notamment par l'ATC de Bologne.

## Commercialisation
L'Autodromo BusOtto a été vendu uniquement sur les réseaux italiens, et a été produit sous licence par ROCAR S.A., en Roumanie.

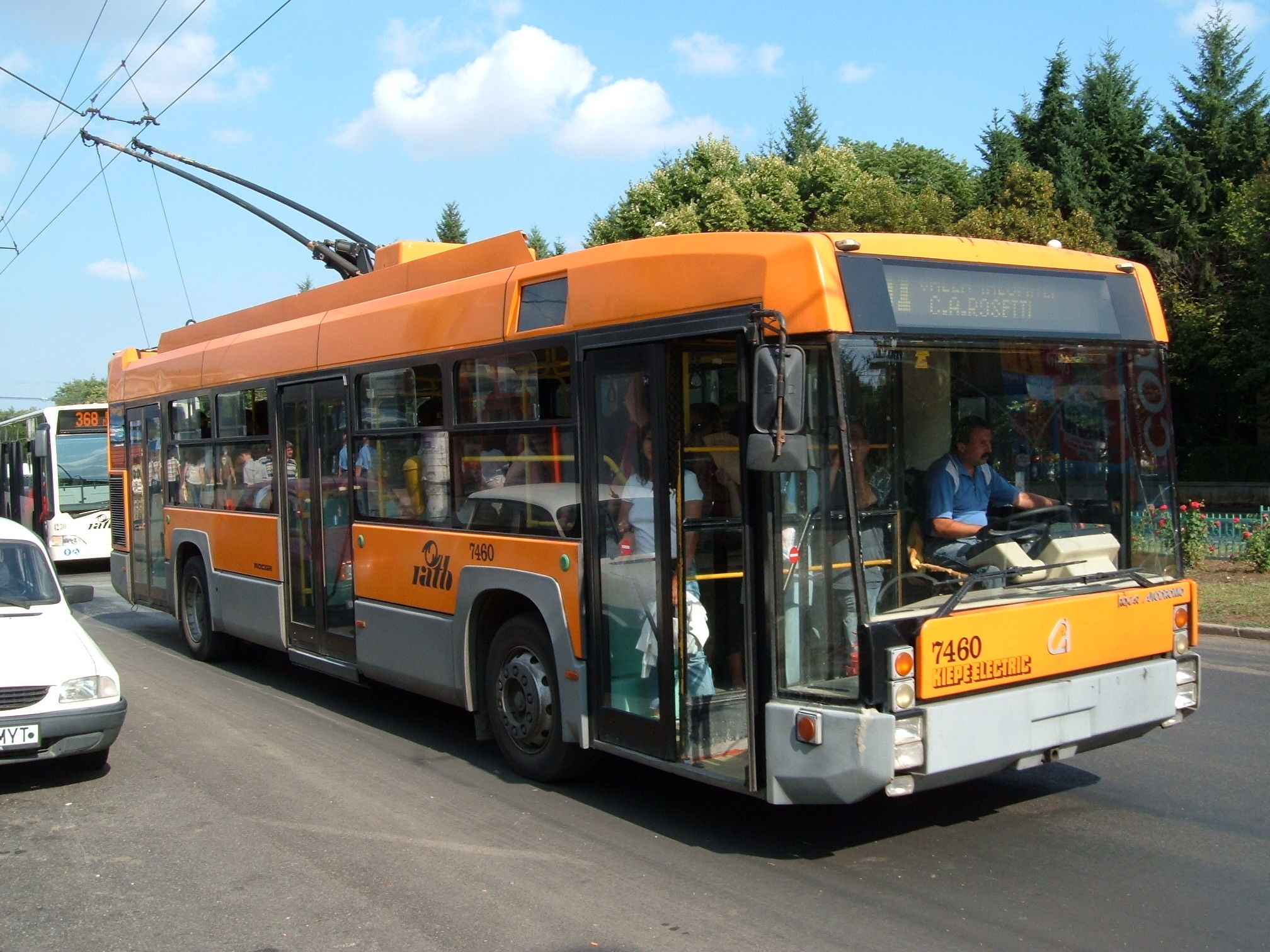
Trolleybus Rocar Autodromo BusOtto 12 mètres à Bucarest

Après l'arrêt de sa production en 2003, l'entreprise n'a pas souhaité produire de successeur.